# Devon Witherspoon
Devon Witherspoon (Pensacola, Florida; 11 de diciembre de 2000) es un jugador profesional estadounidense de fútbol americano, se desempeña en la posición de cornerback en Seattle Seahawks, en la National Football League (NFL).

## Carrera
Hizo su debut profesional con el equipo Seattle Seahawks, lleva jugando una temporada, comenzó en el 2023.